# Maškim
El maškim era un càrrec de l'Imperi Hitita. En alguns llocs, era el jutge principal, però els governadors també podien jutjar. Les seves funcions exactes variaven segons l'epítet que portés el títol. Així doncs, per exemple, el maškim lugal era un representant del rei, mentre que el maškim uru era una autoritat local amb algun vincle amb el poder central.